# 火野葦平
火野葦平（ひの あしへい、1907年1月25日—1960年1月24日）是日本昭和期的小說家。本名玉井勝則。

## 經歷
福岡縣遠賀郡若松町（現北九州市若松區）出身。舊制小倉中學校（現・福岡縣立小倉高等學校）畢業，早稻田大學英文科中退。以『糞尿譚』獲芥川賞，大東亞戰爭期以『麥和兵隊』大獲好評，『麥和兵隊』和『土和兵隊』、『花和兵隊』合稱「兵隊3部作」，以「兵隊作家」著名。另一方面，喜歡河童，作品中多有河童登場，曾表示河童是其文學的支柱。戰後，公職追放解除後，再度成為流行作家。1960年（昭和35年）1月24日，自殺身亡。同年5月，『革命前後』及生前的文學業績獲日本藝術院賞。三男・史太郎是舊宅紀念館「河伯洞」的館長。

## 著作
- 『糞尿譚』小山書店、1938年
- 『麥和兵隊』改造社、1938年
- 『土和兵隊』改造社、1938年
- 『花和兵隊』改造社、1939年
- 『花和龍』新潮社、1953年年
- 『革命前後』中央公論社、1960年

等

## 關連項目
- 芥川龍之介

## 脚注
1. ↑  志村有弘『福岡県文学事典』2010年、勉誠出版P83-84

## 外部連結
- 北九州市のホームページ - 若松区の歴史・文化 - 火野葦平文学散歩（页面存档备份，存于）
- ふるさと歴史シリーズ　火野葦平 （页面存档备份，存于）
- 火野葦平　没後50年